# Флаг Азорских островов
Флаг автономного региона Португалии Азо́рские острова́.
Современный флаг Азорских островов похож на флаг Португалии (1830—1911 гг.). Единственное отличие — португальский герб был перенесён из центральной части флага на левый верхний его край, а в центр был помещён ястреб — символ архипелага.
Название Азорских островов происходит от португальского «açor» в переводе — ястреб-тетеревятник. Первооткрыватели архипелага обратили внимание на огромное скопление птиц, которые по своему внешнему виду напоминали одну из разновидностей ястребов.
Однако, позже оказалось, что за ястребов были ошибочно приняты коршуны (порт. milhafre). Название «Коршун» носил печатный орган Фронта освобождения Азорских островов (ФОА), детали флага которого (поля и количество звёзд) идентичны частям флага автономного региона. На флаге  Азорских островов изображён ястреб, а на флаге ФОА — коршун.
Белый и голубой цвета — традиционные цвета Португалии.
Девять звёзд на флаге означают девять островов архипелага.

Бело-голубой флаг Португалии в 1830—1911 гг.